# Calabash

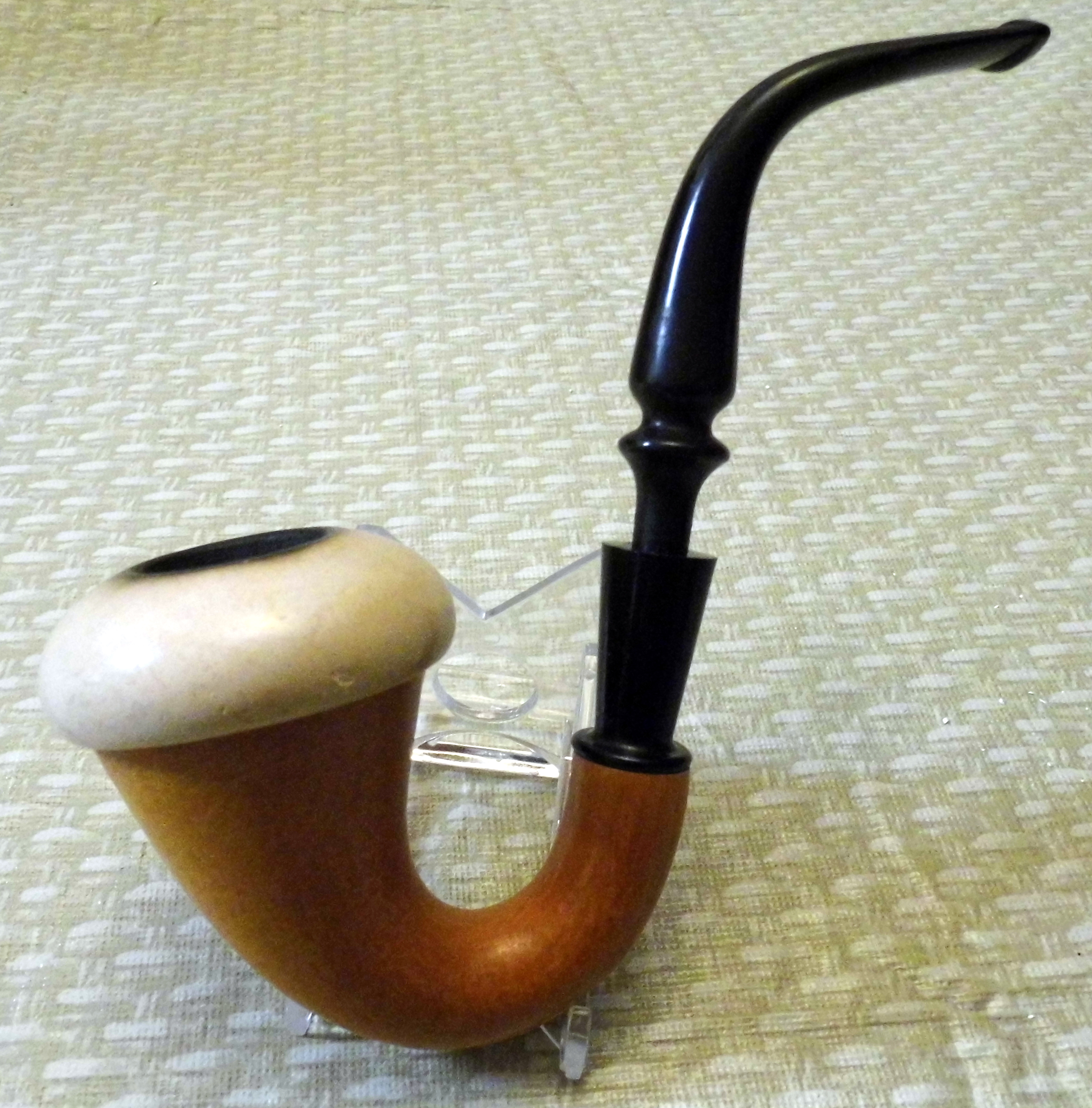
Calabash

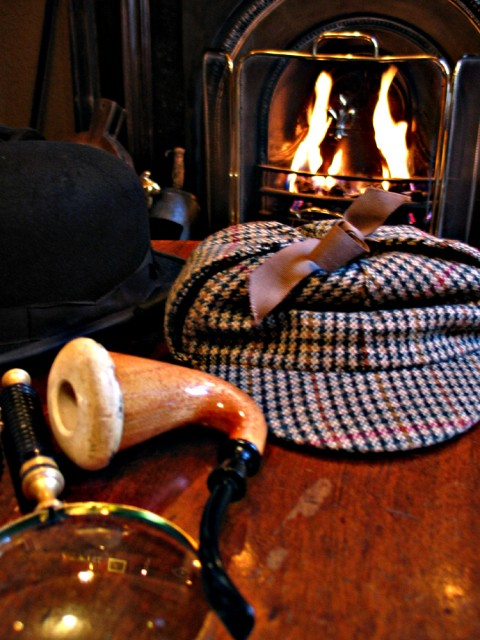
Fajka calabash i czapka deerstalker utożsamiane są z detektywem Sherlockiem Holmesem

Calabash – fajka z tykwy, rośliny jednorocznej Lagenaria vulgaris z rodziny dyniowatych. 

## Opis
Sławne z oryginalnej konstrukcji fajki calabash wytwarzane są wyłącznie z rurkowatych łodyg rośliny. Pożądany kształt uzyskuje się z pędów zginanych w samo południe (są wtedy bardzo elastyczne). Następnie ucina się je i suszy.
Fajki typu calabash przyjmują również formę, w której z tykwy wykonana jest tylko główka fajki dodatkowo wypełniona pianką morską, połączona albo bezpośrednio, albo poprzez wrzoścową szyjkę z ustnikiem z tworzywa.
Można również spotkać fajkę calabash wykonaną z wrzośca, ale wtedy jest to tylko określenie kształtu fajki.

## Fajka Sherlocka Holmesa
Niektórzy twierdzą, że postać brytyjskiego detektywa Sherlocka Holmesa była wzorowana na jego twórcy, sir Arthurze Conanie Doyle’u, który lubił palić fajkę i przekazał ten nawyk Holmesowi. Często zdarzało się również, że aktorzy grający detektywa używali fajki calabash, ponieważ była ona łatwiejsza do zobaczenia dla publiczności ze względu na jej rozmiar – literacki Holmes nigdy nie palił fajki calabash.